# Трансфер тренинга
Трансфер тренинга — применение знаний и умений, полученных во время обучения (тренинга), в определённой работе или должности. Термин часто используется в инженерной и организационной психологии.
Примером «трансфера» тренинга является использование сотрудниками усвоенных правил безопасности в рабочей среде после прохождения курса по технике безопасности.
Теоретическая модель переноса результатов обучения в рабочую деятельность включает описание положительного, нулевого или отрицательного исхода обучающей программы. Положительный «трансфер» тренинга — это увеличение производительности труда путем переноса навыков, полученных во время обучения, в рабочую деятельность. Основными характеристиками, влияющими на положительный «трансфер» навыков, являются: характеристики участников, рабочие условия и дизайн тренинга. Одним из важнейших вопросов, связанных с практикой тренинга, является оценка эффективности проводимых программ. Результаты оценки важны для совершенствования программы конкретного тренинга, а также для определения наиболее валидных и эффективных программ и их составляющих.

## Типы «трансфера»
Существуют три типа трансфера тренинга:
1. Положительный трансфер: Тренинг улучшает рабочие показатели в определённой работе или должности. Такой трансфер является целью обучающих программ[3][4].
2. Отрицательный трансфер: Тренинг ухудшает рабочие показатели в определённой работе или должности[3][4].
3. Нулевой трансфер: Тренинг не улучшает и не ухудшает рабочие показатели в определённой работе или должности[3].

## Модель «трансфера»
Модель Болдвина и Форда (1988) является исторически первой и наиболее цитируемой моделью трансфера, которая определяет «трансфер» тренинга как: «обобщение, сохранение и применение изученного во время обучения материала в рабочей деятельности».
Предложенная модель состоит из трёх этапов: «вход тренинга», «выход тренинга», условия переноса (трансфера). На первом этапе определяются исходные данные для обучения, включая характеристики учеников, дизайн тренинга и рабочие условия. На следующем этапе происходит изучение и усвоение навыков, приобретаемых во время обучающих программ. На финальной стадии происходит трансфер тренинга за счёт обобщения, поддержания выученного и запомненного материала уже в рабочей среде. Используя «исходные данные», описанные в данной модели, психологические исследования выявили множество факторов, которые сопутствуют положительному трансферу тренинга.

## Факторы, влияющие на положительный «трансфер»
В современной литературе уже выделен довольно широкий ряд факторов, способствующих положительному «трансферу» тренинга. Однако существует и такие, влияние которых не подтверждено достаточным количеством исследований. Наиболее известными факторами, оказывающими влияние на перенос результатов обучения в рабочую деятельность, являются
- характеристики участников (когнитивные способности, самооценка, мотивация, осознанность личности и восприятие полезности обучения[8][9].

Характеристики тренинга (степень сходства между учебной и рабочей средой, возможность практического применения, поведенческое моделирование, основанные на ошибках примеры, сотрудничество между учениками, использование различных стратегий обучения, периодическая оценка знаний) также влияют на успешность трансфера.
К рабочим условиям успешности трансфера относят организационную культуру, социальную поддержку и возможность применения трансфера.

## Оценка положительного «трансфера»
Положительный «трансфер» является целью многих организационных программ обучения. В наиболее известной и часто используемой на сегодняшний день модели оценки эффективности тренинга, предложенной Д. Л. Киркпатриком в 1959 году, используется «трансфер» как необходимый критерий в оценке обучения. Анализ уровня переноса нужен не только для того, чтобы оценить эффективность обучающей программы, но и для того, что бы её корректировать и улучшать.